# Evangelische Kirche (Hellmitzheim)

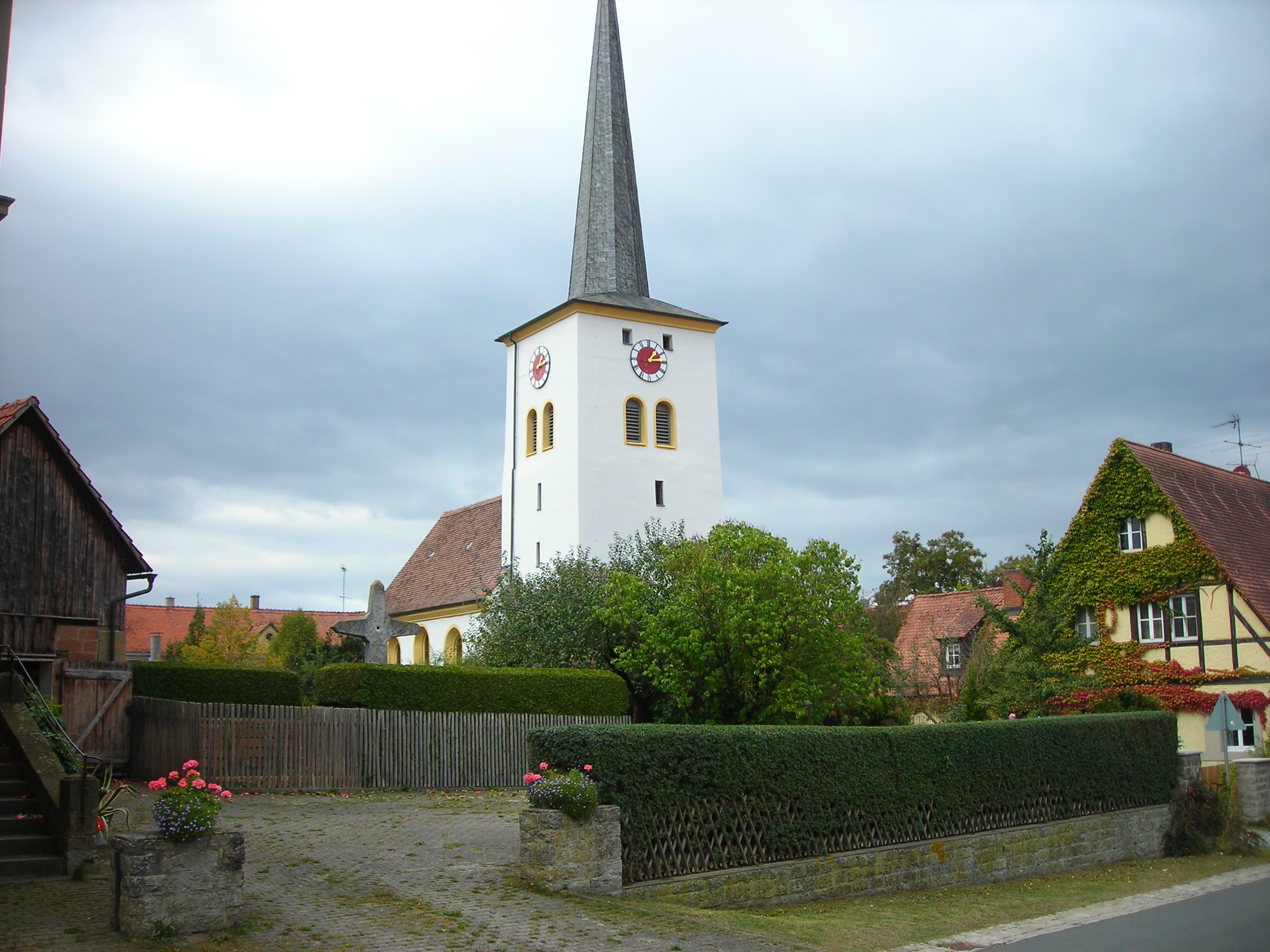
Die Kirche in Hellmitzheim

Die Evangelische Kirche im unterfränkischen Hellmitzheim ist das evangelisch-lutherische Gotteshaus des Iphöfer Gemeindeteils. Die Kirche liegt an der Mönchsondheimer Straße in der Mitte des Ortes und ist Teil des Dekanats Markt Einersheim.

## Geschichte
Bereits im 15. Jahrhundert etablierte sich in Hellmitzheim eine eigenständige Pfarrei. Graf Friedrich Schenk und Herr zu Limpurg trennte die Kirche von der Mutterpfarrei in Markt Einersheim im Jahr 1420 ab. Wahrscheinlich existierte bereits vorher eine Kirche im Ort, die zeitweise auch vom Schlossprediger der Burg Speckfeld seelsorgerisch betreut wurde. Im Jahr 1566 begann man in Hellmitzheim ein eigenständiges Kirchenbuch für die Gemeinde anzulegen.
Über das Erscheinungsbild der ersten Kirche liegen keine Aufzeichnungen vor, allerdings wurde das Gotteshaus zu Beginn des 17. Jahrhunderts wohl im Zuge der Reformation weitgehend neu gebaut. 1606 entstand der Turm, ein Jahr später begann man mit der Errichtung des Langhauses. Mit einer ersten Predigt von Pfarrer Johannes Krell konnte der Bau am 21. Juni 1607 eingeweiht werden. Das Erscheinungsbild der Kirche veränderte sich nun äußerlich nicht mehr, durch Stiftungen konnte in den folgenden Jahrhunderten die Ausstattung ergänzt werden. Nach einem Blitzschlag brannte im Jahr 1875 der Kirchturm.
Am 11. April 1945 flogen die Amerikaner einen Bombenangriff auf Dornheim und Hellmitzheim. Dabei wurden die Kirche und die angrenzende Kirchenburg weitgehend zerstört. Erst im Jahr 1950 konnte auf Initiative von Pfarrer Herold mit dem Wiederaufbau begonnen werden, wobei man die alten Umfassungsmauern weiter verwendet wurden. Bis 1951 war die Kirche fertiggestellt. In den folgenden Jahren ersetzte man die Ausstattung. Die Kirche wird vom Bayerischen Amt für Denkmalpflege als Baudenkmal eingeordnet.

## Architektur

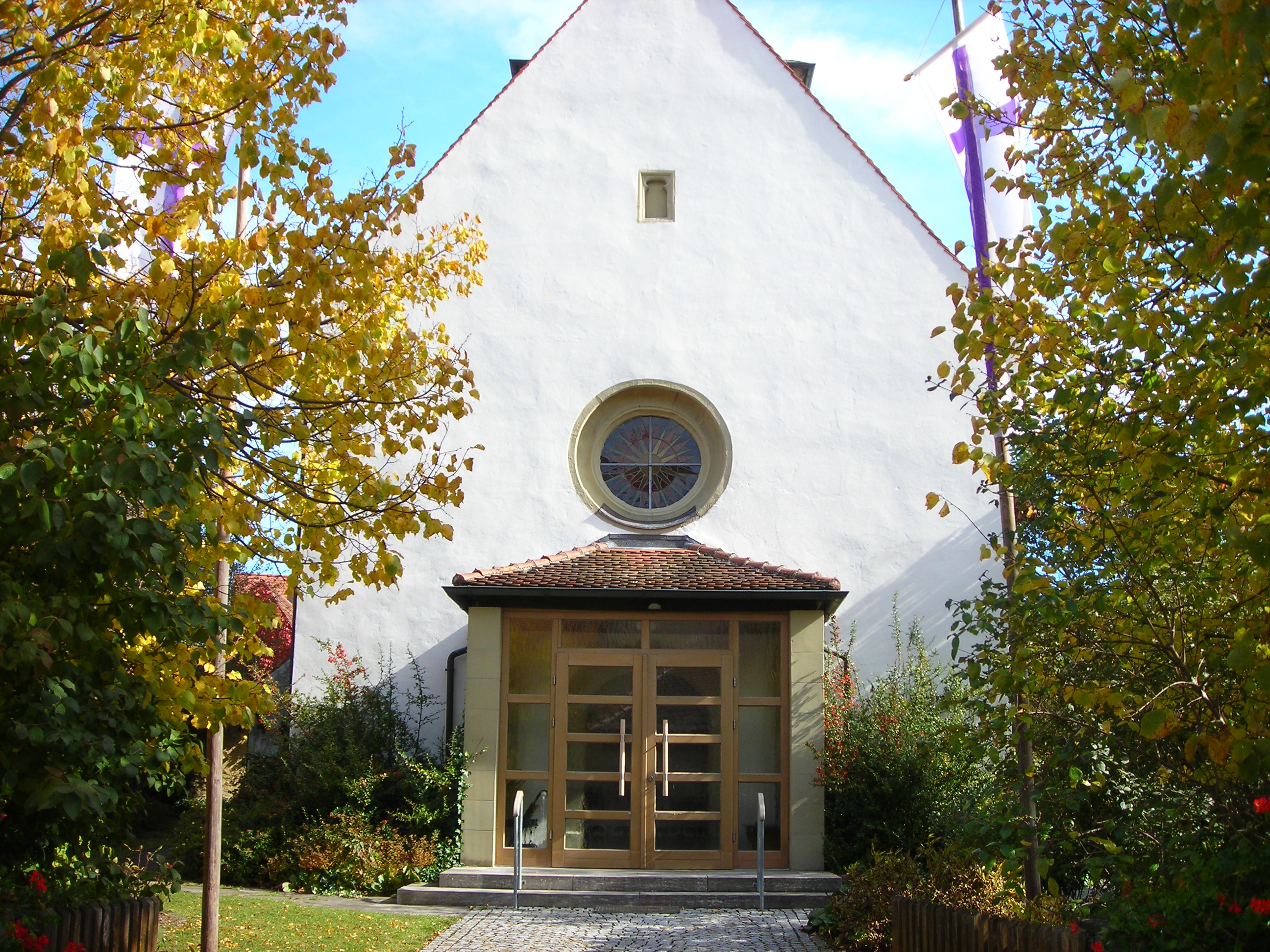
Das Westportal der Kirche

Das evangelisch-lutherische Gotteshaus ist eine Chorturmkirche. Ältestes Element ist der Turm mit schlichten Schießscharten, der auf das 15. Jahrhundert zurückgeht. Er schließt mit einem achteckigen Spitzhelm ab und verweist damit auf die typischen Bauformen der Gegenreformation. Viele lutherische Kirchen übernahmen den eigentlich vom katholischen Würzburger Fürstbischof Julius Echter von Mespelbrunn etablierten Stil.
Das Langhaus schließt mit einem schlichten Satteldach ab und wird von drei Rundbogenfenstern belichtet. Im Zuge des Neubaus nach dem Zweiten Weltkrieg baute man eine Eingangshalle an das Westportal an. Die Westseite des Gotteshauses ist von einem großen Rundfenster geprägt. Das Langhaus ist innen flachgedeckt, der Chorturm weist ein Kreuzgewölbe auf.

## Ausstattung
Die Ausstattung der Kirche ist vom Wiederaufbau in den 1950er Jahren geprägt. Den Mittelpunkt bildet die plastische Darstellung des Christ-Königs am Kruzifix im Chorraum. Es wurde 1953 vom Rothenburger Künstler Johannes Oertel aus Lindenholz geschaffen. Im Jahr 1956 kam die Orgel in das Gotteshaus, sie wurde 1976/1977 erneuert. Eine alte Glocke aus dem Jahr 1501 hat sich erhalten. Sie trägt die Inschrift „Vox ego sum vitae. Christum laudare venite!“ (Ich bin die Stimme des Lebens. Kommt, Christus zu loben).